# Plattformberuf
Der Begriff Plattformberuf bezieht sich auf soziale Mobilität und wurde vom deutschen Soziologen und Genealogen Hermann Mitgau (1895–1980) geprägt. Er bezeichnet Berufe, die durch geringen materiellen Besitz gekennzeichnet sind, jedoch den Söhnen eine Plattform für den Aufstieg in akademische Berufe und Stellungen boten. Typische Beispiele seit dem 19. Jahrhundert sind geistige Berufe wie Lehrer oder Pfarrer.

## Kennzeichen
Mitgau geht es um die Tatsache, dass sozialer Aufstieg von einem Extrem der sozialen Skala bis zum anderen in der Regel mindestens zwei Generationen brauchte und braucht. Ein typischer Plattformberuf war der des Schulmeisters (der vielleicht selbst Sohn eines Gärtners war), dessen Söhne aber dann nicht selten akademische Berufe ausübten.
"Erst als sich diese junge Akademikerschicht im 19. Jahrhundert bedeutend ausdehnte und anfangs mehr als die Hälfte ihres Nachwuchses aus eigenen Reihen stellen konnte, verfestigte und verselbständigte sie sich als Stand. Bezeichnende Übergangs-Plattform-Berufe dieser Entwicklung zum Akademikertum sind in den genealogischen Stammfolgen Lehrer und Pfarrer", deren Väter selbst zu fast 50 % Handwerker waren. "So bilden Pfarrer- und Lehrerberuf den Schmelztiegel eines Umschichtungsvorganges. ... Nach der Umformung, die auf der Plattformstufe ein Menschenalter beansprucht, ist die neue gesellschaftliche Schicht zu drei Viertel beamtet und zum größten Teil akademisch geworden."